# Río Dobra
El río Dobra es un río de montaña del norte de la península ibérica que nace en la parte septentrional de la provincia de León, en el Puerto de Dobres, y discurre casi en su totalidad por la zona centro-oriental del Principado de Asturias. Es un afluente por la derecha del río Sella. 

## Etimología
Según E. Bascuas, "Dobra" es una forma derivada del tema  celta *dubra 'agua'. De la misma opinión es, asimismo,  Xosé Lluis García Arias, en el céltico *dubra o *dubro, con el significado de «agua» o «corriente de agua».

## Curso
Nace en la cordillera Cantábrica, en la zona del Puerto de Dobres, en Valdeón, por la confluencia de dos arroyos, y desemboca cuando confluye con el río Sella en las afueras del pueblo cangués de Tornín. Su desembocadura configura la frontera entre los concejos de Cangas de Onís y Amieva. Cerca de su desembocadura existe una poza de gran belleza y atractivo turístico llamada Olla de San Vicente.
Sus afluentes principales son: por la izquierda, río Polvaréu, y por la derecha los ríos Orbiandi, Pelabarda, Pomperi, Junjumia.
Cuenta con una presa construida a mediados del siglo XX, la de La Jocica, cuyas aguas embalsadas se emplean con fines hidroeléctricos. El río, que atraviesa el Valle de Angón, zona de gran belleza paisajística, sirve de límite occidental de los Picos de Europa.